# مسرشميت بي إف 110
ماسرشميت بف 110 (بالألمانية:Messerschmitt Bf 110)، وتختصر «مي 110» (بالألمانية:Me 110)، هي طائرة عسكرية ألمانية ثقيلة، تقوم بقصف أماكن مستهدفة برمي عدد أكثر من القنابل، صنع الطائرة في مصنع ألماني للالات "Bayerische Flugzeugwerke" في شهر يوليو عام 1938، استخدم الطائرة للقصف الجوي في زمن الحرب العالمية الثانية، وتمكن القوات السوفيتية من الاستيلاء على عدد من الطائرات الضخمة لشن حربها عليهم.

## استخدام
استخدمت هذه البلدان لطائرة ماسرشميت بف 110 في الحرب العالمية الثانية فقط.
 ألمانيا النازية
- القوات الجوية الألمانية

 المجر
- القوات الجوية الهنغارية

 إيطاليا
- القوات الجوية الإيطالية

 رومانيا
- القوات الجوية الرومانية

 الاتحاد السوفيتي
- تمكن القوات السوفيتية من أسر طائرة ماسرشميت بف 110.

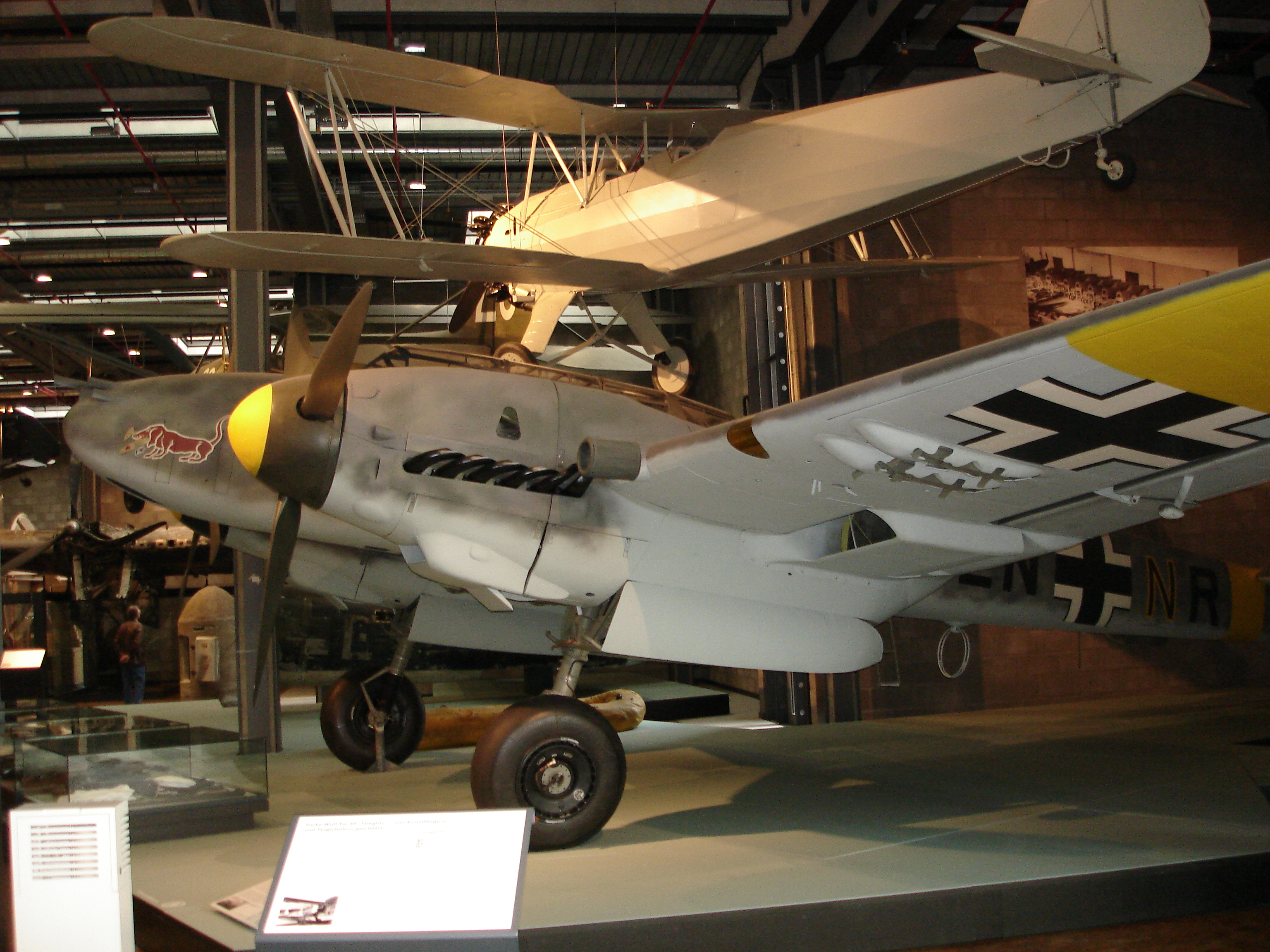
طائرات مي 110 "ماسرشميت بف 110 ، معروضة في المتحف التكنلوجي الألماني.

 كرواتيا

## وصلات خارجية
- Manual: (1944) A.M. Pamphlet 114C - Instructions for Flying the Messerschmitt 110[وصلة مكسورة]
- Luftwaffe Resource Group
- Lemairesoft
- Aces of the Luftwaffe by Heinz-Wolfgang Schnaufer